# Petrom
Petrom (OMV Petrom) är ett oljebolag med säte i Rumänien som ingår i OMV. Det är Rumäniens största företag och den största olje- och gasproducenten i sydöstra Europa. Huvudkontoret är i PetromCity i norra Bukarest.
Petrom bildades i sin nuvarande form 1997. Petrom var ett statligt bolag fram till privatiseringen 2004 då det såldes till OMV. Bolaget har verksamheter förutom i Rumänien i Bulgarien, Serbien, Ungern, Moldavien, Kazakstan, Iran och Ryssland. OMV Petrom har knoppat av stora företagsdelar som OMV Petrom Marketing som säljer bränsle och gasverksamheten är i bolaget OMV Petrom Gas. Det andra stora oljebolaget är Rompetrol med Rompetrol Rafinare och Rompetrol Downstream.